# Zenarchopterus ornithocephala
Zenarchopterus ornithocephala is een straalvinnige vissensoort uit de familie van de Zenarchopterida. De wetenschappelijke naam van de soort is voor het eerst geldig gepubliceerd in 1985 door Collette.